# Nazacara de Pacajes
Nazacara de Pacajes è un comune (municipio in spagnolo) della Bolivia nella provincia di Pacajes (dipartimento di La Paz) con 491 abitanti (dato 2010).

## Cantoni
Il comune è suddiviso in 4 cantoni (popolazione al 2001):
- Estancia Cuchu Uta - 3
- Estancia Curupata - 62
- Estanzia Oketani - 4
- Nazacara - 198